# Kapraďorosty
Kapraďorosty (Pteridophyta) je souhrnné označení pro několik podtříd (dříve považovaných za oddělení) suchozemských výtrusných cévnatých rostlin, jejichž tělo je rozdělené na pravé orgány (kořen, stonek, list). Mají také pravé cévní svazky. Rozmnožování se děje především pomocí výtrusů (spor), životní cyklus je rodozměna.
Mezi kapraďorosty patří kapradiny, přesličky, plavuně a prutovky (psilofyty). Věda, která se jimi zabývá, se nazývá pteridologie. Rozvoj kapraďorostů probíhal již v prvohorách, díky tomu máme dnes fosilní paliva. Dnes známe asi 20 000 druhů. Dříve kapraďorosty vládly světu, dosahovaly výšky 5-40 m.
Podle novějších studií je známo, že skupina kapraďorosty nemůže být monofyletická, pokud zahrnuje i plavuně – ty jsou totiž samostatnou vývojovou linií. Proto je nově používáno označení Monilophyta pro kapradiny, přesličky a psilofyty. V takovém případě je to opravdu monofyletická skupina.

## Rodozměna
Životní cyklus kapraďorostů je rodozměna. Ze zygoty se vyvíjí sporofyt, na němž vyroste výtrusnice, ve které se vyvíjí haploidní výtrus. Z výtrusu vznikne buď samčí nebo samičí prokel - gametofyt. Ze samčího prvoklíčku vyroste pelatka nesoucí pohyblivé spermatozoidy. Samičí prvoklíček dá vzniknout zárodečníku, v každém je jedna vaječná buňka (bez bičíku). Ve vodním nebo vlhkém prostředí dojde k oplození vaječné buňky.

## Systém kapraďorostů
Vyšší taxony kapraďorostů jsou co do svého obsahu již poměrně ustálené. Ke změnám systému však dochází i nadále, a to v jejich hierarchickém postavení. Je to způsobeno důslednější aplikací fylogenetického přístupu. Prvním důvodem je návaznost na systémy ostatních rostlin (např. systém APG III pro kvetoucí rostliny, systém Adla a kol. pro zelené řasy), druhým snaha o přirozenost taxonů. Z prvního důvodu se již nepoužívá pro skupiny kapraďorostů úrovní oddělení a tříd – původní oddělení a třídy byly poníženy na podtřídy resp. řády. Kvůli druhému důvodu došlo v posledních letech o rozšíření dříve parafyletických čeledí na monofyletické tím, že mnohé dříve samostatné čeledi jsou nyní jejich součástí jako vnořené podčeledi. Následující přehled představuje moderní (z r. 2014) systém recentních kapraďorostů do úrovně podčeledí (příslušné rody, případně i tribus, jsou uvedeny v závorkách).
Podtřída: LYCOPODIIDAE Bek. (1863) – plavuně
- Řád: Lycopodiales DC. ex Bercht. & J.Presl (1820) – plavuňotvaré
  - Čeleď: Lycopodiaceae P.Beauv. ex Mirb. (1802) – plavuňovité (Huperzia, Lycopodiella, Lycopodium)
- Řád: Selaginellales Prantl (1874) – vranečkotvaré
  - Čeleď: Selaginellaceae Willk. (1854) – vranečkovité (Selaginella)
- Řád: Isoëtales Prantl (1874) – šídlatkotvaré
  - Čeleď: Isoëtaceae Reichenb. (1828) – šídlatkovité (Isoëtes)

Podtřída: EQUISETIDAE Warm. (1883) – přesličky
- Řád: Equisetales DC. ex Bercht. & J.Presl (1820) – přesličkotvaré
  - Čeleď: Equisetaceae Michx. ex DC. (1804) – přesličkovité (Equisetum)

Podtřída: OPHIOGLOSSIDAE Klinge (1882) – hadilky a prutovky
- Řád: Ophioglossales Link (1833) – hadilkotvaré/jazykotvaré
  - Čeleď: Ophioglossaceae Martinov (1820) – hadilkovité/jazykovité (Botrychium, Helminthostachys, Mankyua, Ophioglossum)
- Řád: Psilotales Prantl (1884) – prutovkotvaré
  - Čeleď: Psilotaceae J.W.Griff. & Henfr. (1855) – prutovkovité (Psilotum, Tmesipteris)

Podtřída: MARATTIIDAE Klinge (1882) – maracie
- Řád: Marattiales Link (1833) – maraciotvaré
  - Čeleď: Marattiaceae Kaulf. (1824) – maraciovité
    - Podčeleď: Danaeoideae J.Williams (Danaea)
    - Podčeleď: Marattioideae C.Presl (Angiopteris, Christensenia, Eupodium, Marattia, Ptisana)

Podtřída: POLYPODIIDAE Cronquist, Takht. & Zimmerm. (1966) – leptosporangiátní kapradiny
- Řád: Osmundales Link (1833) – podezřeňotvaré
  - Čeleď: Osmundaceae Martinov (1820)  – podezřeňovité (Leptopteris, Osmundastrum, Osmunda, Todea)
- Řád: Hymenophyllales A.B.Frank (1877) – blánatcotvaré
  - Čeleď: Hymenophyllaceae Mart. (1835) – blánatcovité (Hymenophyllum, Trichomanes)
- Řád: Gleicheniales Schimp. (1869) – gleicheniotvaré
  - Čeleď: Gleicheniaceae C.Presl (1825) – gleicheniovité (Dicranopteris, Diplopterygium, Gleichenella, Gleichenia, Sticherus, Stromatopteris)
  - Čeleď: Dipteridaceae Seward & E.Dale (1901) (Cheiropleuria, Dipteris)
  - Čeleď: Matoniaceae C.Presl (1847) (Matonia, Phanerosorus)
- Řád: Schizaeales Schimp. (1869)
  - Čeleď: Schizaeaceae Kaulf.
    - Podčeleď: Lygodioideae [pozn. 1] Christenh. (2014) (Lygodium)
    - Podčeleď: Schizaeoideae [pozn. 2] Lindl. (Actinostachys, Schizaea)
    - Podčeleď: Anemioideae [pozn. 3] C.Presl (Anemia)
- Řád: Salviniales Bartl. (1835) – nepukalkotvaré
  - Čeleď: Marsileaceae Mirb. (1802) – marsilkovité (Marsilea, Pilularia, Regnellidium)
  - Čeleď: Salviniaceae Martinov (1820) – nepukalkovité (Azolla, Salvinia)
- Řád: Cyatheales A.B.Frank (1877) – cyateotvaré
  - Čeleď: Cyatheaceae Kaulf. (1827) – cyateovité
    - Podčeleď: Thyrsopteridoideae[pozn. 4] B.K.Nayar (Thyrsopteris)
    - Podčeleď: Loxsomatoideae[pozn. 5] (C.Presl) Christenh. (2014) (Loxsoma, Loxsomopsis)
    - Podčeleď: Culcitoideae[pozn. 6] (Pic.Serm.) Christenh. (2014) (Culcita)
    - Podčeleď: Plagiogyrioideae[pozn. 7] (Doweld) Christenh. (2014) (Plagiogyria)
    - Podčeleď: Cibotioideae[pozn. 8] Nayer (Cibotium)
    - Podčeleď: Cyatheoideae[pozn. 9] Endl. (Alsophila, Cyathea, Gymnosphaera, Sphaeropteris)
    - Podčeleď: Dicksonioideae[pozn. 10] Link (Calochlaena, Dicksonia, Lophosoria)
    - Podčeleď: Metaxyoideae[pozn. 11] B.K.Nayar (Metaxya)
- Řád: Polypodiales Link (1833)  – osladičotvaré
  - Čeleď: Cystodiaceae J.R.Croft (1986) (Cystodium)
  - Čeleď: Lonchitidaceae C.Presl ex M.R.Schomb. (1848) (Lonchitis)
  - Čeleď: Lindsaeaceae C.Presl ex M.R.Schomb. (1848) (Lindsaea, Nesolindsaea, Odontosoria, Osmolindsaea, Sphenomeris, Tapeinidium)
  - Čeleď: Saccolomataceae Doweld (2008) (Orthiopteris, Saccoloma)
  - Čeleď: Dennstaedtiaceae Lotsy (1909) – hasivkovité (Blotiella, Dennstaedtia, Histiopteris, Hypolepis, Leptolepia, Microlepia, Monachosorum, Oenotrichia, Paesia, Pteridium)
  - Čeleď: Pteridaceae E.D.M.Kirschn. (1831) – křídelnicovité/netíkovité
    - Podčeleď: Cryptogrammoideae S.Linds. (2009) (Coniogramme, Cryptogramma, Llavea)
    - Podčeleď: Ceratopteridoideae R.M.Tryon (1986) (Acrostichum, Ceratopteris)
    - Podčeleď: Pteridoideae C.Chr. ex Crabbe, Jermy & Mickel (1975) (Actiniopteris, Anogramma, Aspleniopsis, Austrogramme, Cerosora, Cosentinia, Gastoniella[6], Jamesonia, Nephopteris, Onychium, Pityrogramma, Pteris, Pterozonium, Syngramma, Taenitis)
    - Podčeleď: Cheilanthoideae W.C.Shieh (1973) (Allosorus, Aspidotis, Bommeria, Calciphilopteris, Cheilanthes, Doryopteris, Hemionitis, Mildella, Myriopteris, Notholaena, Pellaea, Pentagramma, Pteridella)
    - Podčeleď: Vittarioideae Link (Adiantum, Ananthacorus, Anetium, Anthrophyum, Haplopteris, Hecistopteris, Monogramma, Polytaenium, Radiovittaria, Scoliosorus, Vittaria)

  - Čeleď: Aspleniaceae Newman (1840) – sleziníkovité
    - Podčeleď: Cystopteridoideae[pozn. 12] Ching & Z.R.Wang (Acystopteris, Cystoathyrium, Cystopteris, Gymnocarpium)
    - Podčeleď: Rhachidosoroideae[pozn. 13] M.L.Wang & Y.T.Hsieh (Rachidosorus)
    - Podčeleď: Diplaziopsidoideae[pozn. 14] (X.C.Zhang & Christenh.) Christenh. (2014) (Diplaziopsis, Homalosorus)
    - Podčeleď: Asplenioideae[pozn. 15] Link (Asplenium, Hemidictyum, Hymenasplenium)
    - Podčeleď: Thelypteridoideae[pozn. 16] C.F.Reed (Macrothelypteris, Phegopteris, Thelypteris)
    - Podčeleď: Woodsioideae[pozn. 17] Schmakov (Woodsia)
    - Podčeleď: Athyrioideae[pozn. 18] B.K.Nayar (Athyrium, Cornopteris, Deparia, Diplazium)
    - Podčeleď: Blechnoideae[pozn. 19] Hook. (Blechnum, Onoclea, Stenochlaena, Woodwardia)

  - Čeleď: Polypodiaceae J.Presl & C.Presl (1822) – osladičovité
    - Podčeleď: Didymochlaenoideae[pozn. 20] Christenh. (2014) (Didymochlaena)
    - Podčeleď: Hypodematioideae[pozn. 21] Christenh. (Hypodematium, Leucostegia)
    - Podčeleď: Dryopteridoideae[pozn. 22] Link (Adenoderris, Arachniodes, Arthrobotrya, Bolbitis, Coveniella, Ctenitis, Cyclodium, Cyrtomidictyum, Dryopolystichum, Dryopsis, Dryopteris, Elaphoglossum, Lastreopsis, Lomagramma, Maxonia, Megalastrum, Mickelia, Olfersia, Phanerophlebia, Pleocnemia, Polybotrya, Polystichopsis, Polystichum, Pseudotectaria, Rumohra, Stenolepia, Stigmatopteris, Teratophyllum)
    - Podčeleď: Lomariopsidoideae[pozn. 23] Crabbe, Jermy & Mickel (Cyclopeltis, Dracoglossum, Lomariopsis, Nephrolepis)
    - Podčeleď: Tectarioideae[pozn. 24] B.K.Nayar (Aenigmopteris, Arthropteris, Hypoderris, Pteridrys, Tectaria, Triplophyllum)
    - Podčeleď: Oleandroideae[pozn. 25] Crabbe, Jermy & Mickel (Oleandra)
    - Podčeleď: Davallioideae[pozn. 26] Hook. (Davallia, Davallodes)
    - Podčeleď: Polypodioideae[pozn. 27] B.K.Nayar (1970) (Loxogrammeae: Dictymia, Loxogramme; Drynarieae: Drynaria, Selliguea; Platycerieae: Platycerium, Pyrrosia; Microsoreae: Dendroconche, Goniophlebium, Lecanopteris, Lemmaphyllum, Lepidomicrosorium, Lepisorus, Leptochilus, Microsorum, Neocheiropteris, Neolepisorus, Paragramma, Phymatosorus, Podosorus, Thylacopteris, Tricholepidium; Polypodieae: Campyloneurum, Grammitis, Microgramma, Pecluma, Phlebodium, Pleopeltis, Pleurosoriopsis, Polypodium, Serpocaulon, Syngramma)

Z fylogenetického pohledu jsou kapraďorosty nepřirozenou, parafyletickou skupinou. Jak ukazuje následující fylogenetický strom pro jednotlivé recentní podtřídy (považované dnes za přirozené, holofyletické skupiny), semenné rostliny se odvětvují uvnitř nich. Zohledňuje i fakt, že nové studie založené na jaderných genomech rehabilitovaly přesličky jako sesterskou, nikoli vnitřní skupinu kapradin.

|  | hadilky a prutovky (Ophioglossidae)                                                                  |
|  | |
|  | \| \| maracie (Marattiidae) \| \| \| \| \| \| leptosporangiátní kapradiny (Polypodiidae) \| \| \| \| |
|  | |
|  | maracie (Marattiidae)                                                                                |
|  | |
|  | leptosporangiátní kapradiny (Polypodiidae)                                                           |
|  | |

|  | maracie (Marattiidae)                      |
|  |                                            |
|  | leptosporangiátní kapradiny (Polypodiidae) |
|  |                                            |

|  | hadilky a prutovky (Ophioglossidae)                                                                  |
|  | |
|  | \| \| maracie (Marattiidae) \| \| \| \| \| \| leptosporangiátní kapradiny (Polypodiidae) \| \| \| \| |
|  | |
|  | maracie (Marattiidae)                                                                                |
|  | |
|  | leptosporangiátní kapradiny (Polypodiidae)                                                           |
|  | |

|  | maracie (Marattiidae)                      |
|  |                                            |
|  | leptosporangiátní kapradiny (Polypodiidae) |
|  |                                            |

|  | hadilky a prutovky (Ophioglossidae)                                                                  |
|  | |
|  | \| \| maracie (Marattiidae) \| \| \| \| \| \| leptosporangiátní kapradiny (Polypodiidae) \| \| \| \| |
|  | |
|  | maracie (Marattiidae)                                                                                |
|  | |
|  | leptosporangiátní kapradiny (Polypodiidae)                                                           |
|  | |

|  | maracie (Marattiidae)                      |
|  |                                            |
|  | leptosporangiátní kapradiny (Polypodiidae) |
|  |                                            |

|  | hadilky a prutovky (Ophioglossidae)                                                                  |
|  | |
|  | \| \| maracie (Marattiidae) \| \| \| \| \| \| leptosporangiátní kapradiny (Polypodiidae) \| \| \| \| |
|  | |
|  | maracie (Marattiidae)                                                                                |
|  | |
|  | leptosporangiátní kapradiny (Polypodiidae)                                                           |
|  | |

|  | maracie (Marattiidae)                      |
|  |                                            |
|  | leptosporangiátní kapradiny (Polypodiidae) |
|  |                                            |

|  | hadilky a prutovky (Ophioglossidae)                                                                  |
|  | |
|  | \| \| maracie (Marattiidae) \| \| \| \| \| \| leptosporangiátní kapradiny (Polypodiidae) \| \| \| \| |
|  | |
|  | maracie (Marattiidae)                                                                                |
|  | |
|  | leptosporangiátní kapradiny (Polypodiidae)                                                           |
|  | |

|  | maracie (Marattiidae)                      |
|  |                                            |
|  | leptosporangiátní kapradiny (Polypodiidae) |
|  |                                            |

|  | hadilky a prutovky (Ophioglossidae)                                                                  |
|  | |
|  | \| \| maracie (Marattiidae) \| \| \| \| \| \| leptosporangiátní kapradiny (Polypodiidae) \| \| \| \| |
|  | |
|  | maracie (Marattiidae)                                                                                |
|  | |
|  | leptosporangiátní kapradiny (Polypodiidae)                                                           |
|  | |

|  | maracie (Marattiidae)                      |
|  |                                            |
|  | leptosporangiátní kapradiny (Polypodiidae) |
|  |                                            |

|  | hadilky a prutovky (Ophioglossidae)                                                                  |
|  | |
|  | \| \| maracie (Marattiidae) \| \| \| \| \| \| leptosporangiátní kapradiny (Polypodiidae) \| \| \| \| |
|  | |
|  | maracie (Marattiidae)                                                                                |
|  | |
|  | leptosporangiátní kapradiny (Polypodiidae)                                                           |
|  | |

|  | maracie (Marattiidae)                      |
|  |                                            |
|  | leptosporangiátní kapradiny (Polypodiidae) |
|  |                                            |

|  | hadilky a prutovky (Ophioglossidae)                                                                  |
|  | |
|  | \| \| maracie (Marattiidae) \| \| \| \| \| \| leptosporangiátní kapradiny (Polypodiidae) \| \| \| \| |
|  | |
|  | maracie (Marattiidae)                                                                                |
|  | |
|  | leptosporangiátní kapradiny (Polypodiidae)                                                           |
|  | |

|  | maracie (Marattiidae)                      |
|  |                                            |
|  | leptosporangiátní kapradiny (Polypodiidae) |
|  |                                            |

Studie, které vycházely z plastomů, tedy specifické genetické informace plastidů, došly v případě přesliček k odlišné struktuře fylogenetického stromu – podle nich se přesličky odvětvují ve společném kladu s Ophioglossidae (tedy hadilkami a prutovkami):

|  | přesličky (Equisetidae)             |
|  |                                     |
|  | hadilky a prutovky (Ophioglossidae) |
|  |                                     |

|  | maracie (Marattiidae)                      |
|  |                                            |
|  | leptosporangiátní kapradiny (Polypodiidae) |
|  |                                            |

|  | přesličky (Equisetidae)             |
|  |                                     |
|  | hadilky a prutovky (Ophioglossidae) |
|  |                                     |

|  | maracie (Marattiidae)                      |
|  |                                            |
|  | leptosporangiátní kapradiny (Polypodiidae) |
|  |                                            |

|  | přesličky (Equisetidae)             |
|  |                                     |
|  | hadilky a prutovky (Ophioglossidae) |
|  |                                     |

|  | maracie (Marattiidae)                      |
|  |                                            |
|  | leptosporangiátní kapradiny (Polypodiidae) |
|  |                                            |

|  | přesličky (Equisetidae)             |
|  |                                     |
|  | hadilky a prutovky (Ophioglossidae) |
|  |                                     |

|  | maracie (Marattiidae)                      |
|  |                                            |
|  | leptosporangiátní kapradiny (Polypodiidae) |
|  |                                            |

|  | přesličky (Equisetidae)             |
|  |                                     |
|  | hadilky a prutovky (Ophioglossidae) |
|  |                                     |

|  | maracie (Marattiidae)                      |
|  |                                            |
|  | leptosporangiátní kapradiny (Polypodiidae) |
|  |                                            |

|  | přesličky (Equisetidae)             |
|  |                                     |
|  | hadilky a prutovky (Ophioglossidae) |
|  |                                     |

|  | maracie (Marattiidae)                      |
|  |                                            |
|  | leptosporangiátní kapradiny (Polypodiidae) |
|  |                                            |

|  | přesličky (Equisetidae)             |
|  |                                     |
|  | hadilky a prutovky (Ophioglossidae) |
|  |                                     |

|  | maracie (Marattiidae)                      |
|  |                                            |
|  | leptosporangiátní kapradiny (Polypodiidae) |
|  |                                            |

|  | přesličky (Equisetidae)             |
|  |                                     |
|  | hadilky a prutovky (Ophioglossidae) |
|  |                                     |

|  | maracie (Marattiidae)                      |
|  |                                            |
|  | leptosporangiátní kapradiny (Polypodiidae) |
|  |                                            |